# 金鈴 (作家)
金鈴，旅遊文學作家，專欄作家。香港書展2017年度主題作家，第五屆「全港時尚專業女性」大獎得主，香港作家聯會會員，出版作品逾50本。曾接受超過50次媒體訪問，獲邀出席近100次公開活動；積極參與慈善活動。

## 作品
2001 絲綢之路自助遊 / 金鈴著.
2002 埃及猜.情.尋 / 金鈴[著].  2004。2009
2002 敦煌飛天 / 金鈴[著]. 2010
2003 俄羅斯魔法 / 金鈴[作]. 2010
2003 西日本省錢精華遊 / 金鈴作.
2004 高棉玻璃迷城 / 金鈴[作]. 2011
2004 羅馬貴族 / 金鈴[作]. 2012
2005 東京童話 / 金鈴作.
2005 印度奇幻森林 / 金鈴著.
2005 蘇格蘭流金城堡 / 金鈴著.
2006 中國悠遊GUIDE / 金鈴著.
2006 西歐浪漫Guide / 金鈴著.
2006 普羅旺斯戀之鑰匙 / 金鈴作.
2007 愛琴海神話終曲 / 金鈴作.
2007 日本秘景Guide : 京阪.中部.和歌山 / 金鈴著.
2007 流星上的奇幻邂逅 / 金鈴作.
2007 落入川西的天使 / 金鈴著.
2008 風花雪夢之國界 / 金鈴作.
2008 雲端浪遊尼泊爾 / 金鈴著.
2008 日本東北賞玩遊 / 金鈴著.
2009 玫瑰之城的約定 / 金鈴[作].
2010 北海道浪漫賞玩遊 / [金鈴著].
2010 瑪雅銀河戀歌 / 金鈴著.
2011 一千零一夜之後 / 金鈴著.
2011 緋紅日本 / [金鈴作]
2012 藍寶石東歐 / [金鈴作].
2012 綠綺中南美 / [金鈴著].
2012 十六湖戀愛奇蹟 / 金鈴著.
2013 情熱赤道 / 金鈴著.
2013 迷戀櫻吹雪 / 金鈴著.
2013 尋找北極光的幸福 / 金鈴著.
2013 護說醫聊 : 走進手術室 / 金鈴護士, 天峯醫生合著.
2013 護說醫聊. 2, 打開頭蓋骨 / 金鈴護士, 天峯醫生合著.
2014 哥本哈根純愛物語 / 金鈴著.
2015 極光城不落之日 / 金鈴著.
2016 斯里蘭卡低調奢華 : 附馬爾代夫 / 金鈴著.
2016 日本追櫻 / 金鈴著.
2016 冰島女孩 / 金鈴著
2017 夢旅奇緣 / 金鈴著.
2017 冰島追夢行 / 金鈴著.
2017 尋找北極光的幸福 增訂本 / 金鈴著.
2017 穿越韓國 : 尋找花都 / 金鈴著.
2018 緬甸華麗旅行 / [金鈴著].
2018 蜜涅瓦的貓頭鷹 / 金鈴著.
2019 盜夢者的金弓箭 / 金鈴著.
2019 緋紅日本 增訂本 / [金鈴著].
2020 翼光下的魔法樹 / 金鈴著.
2020 黃金之翼
2021 石板街火車站

## 社会活动
- 於2003年開始年參與香港書展簽名會名講座
- 於2005年開始作品《金鈴旅行事件簿》被多次提名為中學生好書龍虎榜【十大好書】
- 於2007年創辦全港獨一無二旅遊書店「自遊人書店」
- 於2009年開始連續多年被香港教協選為【親炙作家】[1]
- 於2016年成為第11屆香港文學節講座嘉賓[2]
- 於2017年獲香港書展評審委員選定為:香港書展年度主題作家

### 慈善/社會工作
- 於2010年加入苗圃行動，多次深入中國山區訪問貧困學童
- 於2014年加入新界扶輪社
- 於2014年創辦首個大學生器官捐贈大使計劃，又籌辦電台節目推廣器官捐贈
- 於2015年成為香港疼痛基金創會董事
- 於2016年成為註冊香港認可調解員
- 於2021年Mediate First Pledge Event 2021 講座嘉賓
- 於2023年成為探戈扶輪社創社社長

## 獎項
金鈴獲得不同機構頒發接近一百項鳴謝及獎項，包括2015年獲得第五屆「全港時尚專業女性選舉」。

## 攝影
- 於2010年獲墨西哥領事館邀請，在美國會舉辦個人攝影展，紀念200周年墨西哥獨立日
- 於2012年開始連續多年獲邀成為「香港書刊業商會」及「灣仔區議會」主辦的攝影比賽大會評審

## 影片
- 【龔嘉欣】旅行攝影家金鈴籲大家行萬里路看世界-冒險樂園好學生計劃頒獎 https://www.youtube.com/watch?v=-agWeh7bd2c&list=PL9C2E2C8829E7B120
- 金鈴@J2 電視節目 去吧! 墨西哥 VIDEO https://www.youtube.com/watch?v=130AHpcIBEY
- 香港書展2017： 從絲路到冰島：走進文學 https://www.youtube.com/watch?v=yxwK9IzKLc0
- 香港書展2017 從絲路到冰島 走進文學 (金鈴剪輯) https://www.youtube.com/watch?v=paCgcmsnz94&t=27s
- 如果，我們能飛——金鈴《黃金之翼》新書發佈會 https://www.youtube.com/watch?v=mnKGijHQCAs&t=1250s
- 天地圖書：金鈴《黃金之翼》宣傳片 https://www.youtube.com/watch?v=C3lr1S-j7Ho
- 天地網上作家新書推介會：金鈴《覺醒世紀 3：翼光下的魔法樹》 https://www.youtube.com/watch?v=JMXTYdOSK_4&t=453s
- 明報小作家培訓：視頻教室 《創造文字世界的神祕感》 https://www.writerstraining.com/video-09292020/（页面存档备份，存于）